# Walter Hallstein
Walter Peter Hallstein (Magonza, 17 novembre 1901 – Stoccarda, 29 marzo 1982) è stato un politico tedesco, primo presidente della Commissione europea dal 1958 al 1967.

## Biografia

### Formazione e attività professionale
Hallstein studiò giurisprudenza a Bonn, Monaco e Berlino, conseguendo il dottorato nel 1925. Divenuto professore all'Università di Francoforte, in seguito lavorò all'Istituto Kaiser Wilhelm per il diritto privato internazionale a Berlino e insegnò all'Università di Rostock, rispostandosi nel 1941 all'Università di Francoforte.
Fu un importante giurista fin dagli anni '30 e nel 1937 partecipò ai lavori dell'Accademia del diritto tedesco.
Al primo congresso romano del “Comitato per relazioni giuridiche italo-germanico”, nel 1939, che aveva come scopo un coordinamento permanente per l'Asse,  partecipò a fianco del relatore Friedrich Klausing.
Dal 1942 prestò servizio nella Wehrmacht quale ufficiale della riserva con il grado di Oberleutnant, combattendo nella Francia del nord. Venne catturato dagli americani il 26 giugno 1944, durante la battaglia di Cherbourg e trasferito fino al 1946 in un campo di prigionia nel Mississippi, dove Hallstein tenne corsi di diritto per gli altri prigionieri.
Nel 1946, Hallstein tornò all'Università di Francoforte e ne venne nominato rettore. Nel 1948 insegnò per un anno relazioni internazionali alla Georgetown University di Washington.

### Carriera politica in Germania
Nel giugno 1951 il cancelliere federale Konrad Adenauer nominò Hallstein segretario di Stato e lo incaricò di guidare la delegazione tedesca ai negoziati per la creazione della CECA.
Pochi mesi dopo Hallstein divenne sottosegretario al Ministero degli esteri, dove elaborò la cosiddetta dottrina Hallstein. Nel 1955 partecipò alla conferenza di Messina, che segnò una tappa fondamentale dell'integrazione europea. Al Ministero degli esteri Hallstein seguì ed ebbe un ruolo importante nei negoziati per la creazione della Comunità Economica Europea e dell'Euratom, avvenuta nel 1957.

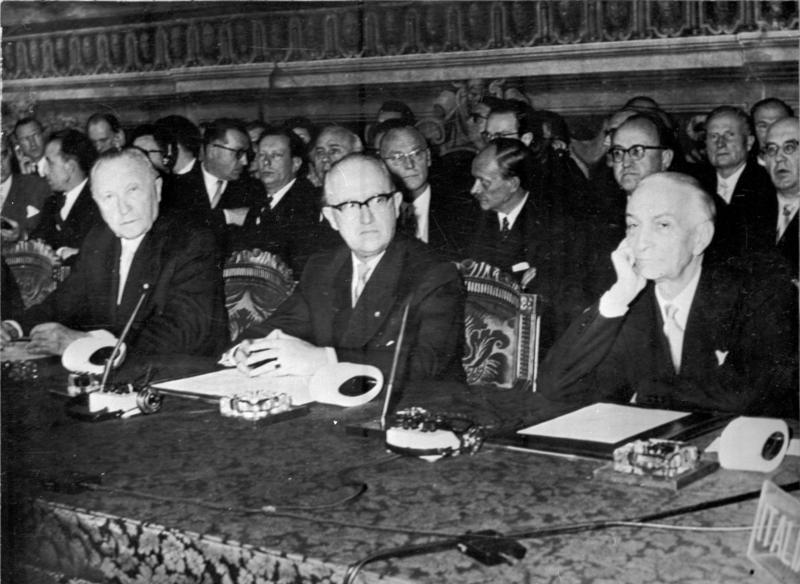
Konrad Adenauer, Walter Hallstein e Antonio Segni firmano i Trattati di Roma nel 1957

### Presidente della Commissione della Comunità Economica Europea
Il 7 gennaio 1958 Hallstein venne nominato primo presidente della Commissione della Comunità Economica Europea (evolutasi poi nell'attuale Commissione europea).
Hallstein sosteneva la visione di un'Europa federale con una commissione ed un parlamento forti. La sua visione si scontrò con quella del presidente francese Charles de Gaulle, orientato verso un'"Europe des États" (Europa degli Stati), in cui i governi nazionali mantenessero ampi poteri.
Hallstein si dimise dalla presidenza della Commissione nel 1967. Continuò comunque a impegnarsi per l'integrazione europea: dopo il premio Carlomagno ricevuto nel 1961, nel 1968 ricevette anche il premio Robert Schuman. Tra il 1968 e il 1974 Hallstein presiedette il movimento europeo.

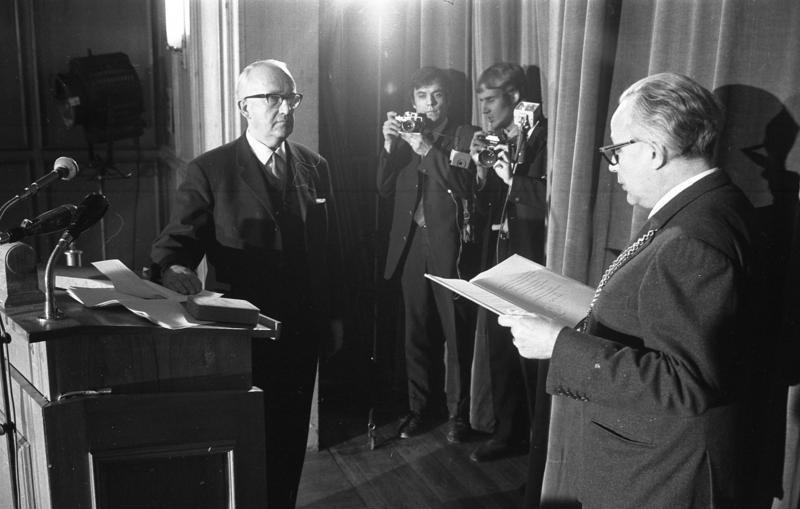
Consegna del premio Robert Schuman a Bonn, febbraio 1969

### Carriera politica successiva
Dopo le dimissioni da presidente della Commissione, Hallstein fu politicamente attivo in Germania. Dal 1969 al 1972 fece parte del Bundestag per conto della CDU.
Hallstein morì a Stoccarda il 29 marzo 1982.

## Riconoscimenti
Oltre ai premi Carlo Magno e Robert Schuman, Hallstein ricevette anche varie lauree e vari dottorati ad honorem in nove università europee e in nove università americane.
Nel 1997 l'Istituto per il diritto costituzionale europeo dell'Università Humboldt di Berlino venne intitolato ad Hallstein. L'Università di Francoforte ha istituito un premio annuale intitolato a Hallstein e assegnato a personalità distintesi per l'impegno europeista.